# Rolly Benvenuti
Rolando Benvenuti, detto Rolly (Bolzano, 28 settembre 1950), è un ex hockeista su ghiaccio e personaggio televisivo italiano.

## Biografia
Benvenuti giocò per tutta la sua carriera nell'HC Bolzano, di cui fu capitano dal 1976 al 1980. Coi biancorossi vinse quattro scudetti: 1972-73, 1976-77, 1977-78 e 1978-79.
Giocò anche con la maglia della Nazionale italiana, dove esordì diciannovenne, il 30 novembre 1969 in un'amichevole giocata ad Ortisei contro la Bulgaria, mettendo a segno anche una rete. La sua ultima presenza in azzurro fu il 5 marzo 1978.
Attorno al 2010 commentava gli incontri di hockey su ghiaccio per la RAI, dove offriva il commento tecnico accanto ai cronisti Stefano Bizzotto, Barnaba Ungaro e Gianfranco Benincasa.